# Dien Avond en die Rooze
Dien Avond en die Rooze is een gedicht van Guido Gezelle. 
Gezelle schreef dit gedicht op 1 november 1858 voor zijn op dat moment 18-jarige leerling Eugène Van Oye, die in zijn knoopsgat een roos droeg, die hij aan Gezelle schonk.

## Tweeledige opbouw
Het gedicht is de hele tijd een tweeledigheid, waarvan de twee delen elkaar aanvullen:
- De titel: twee begrippen die de kerngedachten van het gedicht vormen en die in de loop van het gedicht evolueren:
  - Dien Avond (= het uur, de tijd):
    - Deel 1 (vers 1-3): de ogenblikken van vriendschappelijk bijeenzijn in het verleden.
    - Deel 2 (vers 9-19): het bijeenzijn op die bewuste avond.
    - Deel 3 (vers 23-24): de herinnering aan deze avond later, in de toekomst.

  - Die Rooze (= de bloem):
    - Deel 1 (vers 5): de rooze staat voor de gedichten van Gezelle voor Van Oye en omgekeerd.
    - Deel 2 (vers 17): de meegebrachte roos is de laatste van de zomer (door Van Oye aan Gezelle geschonken).
    - Deel 3 (vers 27-28): de vriendschap waarvan de roos het symbool was.

  - U verwijst naar de affectie tussen Guido Gezelle en Eugène Van Oye
- Het thema is ook tweeledig: vriendschap en misschien liefde heeft twee partijen nodig.
- De structuur: het gedicht is opgebouwd uit twee identieke delen:
  - Deel 1: vers 1-16
  - Deel 2: vers 17-32
- Het rijmschema: mannelijk en vrouwelijk rijm worden voortdurend afgewisseld (mannelijk in de oneven verzen, vrouwelijk in de even verzen). Alle oneven verzen eindigen op 'u'. Het rijmschema is als volgt: abab acac adad aeae afaf afaf afaf agag (gekruist rijm).
- De stijl: er komen veel dubbelvormen en parallellismen voor (cfr. tweeledigheid). Ook de herhaling (bijvoorbeeld 'menig' en 'met u') wordt aangewend, maar zonder daardoor een storend element te zijn.